# Las Termas Airport
Las Termas Airport är en flygplats i Argentina.   Den ligger i provinsen Santiago del Estero, i den norra delen av landet, 1 000 km nordväst om huvudstaden Buenos Aires. Las Termas Airport ligger 291 meter över havet.
Terrängen runt Las Termas Airport är platt, och sluttar söderut. Närmaste större samhälle är Termas de Río Hondo, 5,0 km öster om Las Termas Airport.
Trakten runt Las Termas Airport består till största delen av jordbruksmark. Runt Las Termas Airport är det ganska glesbefolkat, med 27 invånare per kvadratkilometer.